# Джигит (клипер, 1855)
«Джигит» (рус. дореф. Джигитъ) — русский парусно-винтовой клипер типа «Разбойник», построенный в Архангельске. Служил на Дальнем Востоке России, совершил кругосветное плавание, позже переведён на Балтику.

## Постройка
«Джигит» заложен в Архангельске 5 января 1856 года по заказу Кораблестроительного департамента Российской Империи в рамках контракта на «Шесть винтовых лодок, наименованные „Разбойник“, „Опричник“, „Стрелок“, „Пластун“, „Наездник“ и „Джигит“».
Разработчики проекта — капитан 2-го ранга И. А. Шестаков и корпуса корабельных инженеров поручик А. А. Иващенко. Строитель корпуса — корпуса корабельных инженеров штабс-капитан П. К. Митрофанов, который за постройку клиперов «Стрелок», «Джигит» и «Наездник» был произведен в подполковники корпуса корабельных инженеров.
До 9 июня 1856 года строящиеся корабли назывались клиперами, шхунами, шхунерскими клиперами, а после этой даты, по распоряжению управляющего Морским министерством, их классифицировали как винтовые клипера, приравняв их по рангу к корветам.
23 июня 1856 года «Джигит» был спущен на воду без котлов и паровой машины. 29 июля «Джигит» вместе с «Разбойником», «Стрелком» и «Пластуном» ушёл под парусами в Кронштадт. На борту также находились в разобранном виде его паровые котлы. С окончанием кампании 1856 года «Джигит» был разоружён и поставлен на зимовку в новый сухой док Петра I, где была установлена паровая машина с двумя котлами, смонтированы механизмы, угольные ящики на 95 тонн, валопровод и двухлопастной подъемный гребной винт в специальной раме, изготовленные на Ижорских заводах. Также при участии капитана 1-го ранга А. А. Попова был подготовлен новый чертёж парусного вооружения, сменивший тип трехмачтовой гафельной шхуны на баркентину. Позднее, когда А. А. Попов командовал вторым Амурским отрядом, парусное вооружение вновь изменилось — по типу барк, оснастив прямыми парусами и грот-мачту, то есть «сухой» осталась только укороченная, по предложению А. А. Попова, бизань-мачта. Рассчитанная Пароходным комитетом дальность плавания при 9-узловой скорости хода (16,7 км/ч) достигала 1730 миль.

## Служба
Служба корабля началась с происшествия: в конце 1856 году у Кронштадта произошло столкновение императорской яхты «Александрия» с клипером «Джигит», при столкновении погиб офицер из команды яхты. При этом на борту яхты находился император Александр II.
19 сентября (по старому стилю) 1857 года «Джигит» под командованием капитана-лейтенанта Г. Г. фон Майделя ушёл из Кронштадта на Тихий океан в составе первого Амурского отряда вместе с винтовыми клиперами «Стрелок» и «Пластун». Начальник первого Амурского отряда капитан 1-го ранга Д. И. Кузнецов отмечал: «„Джигит“, имея два паровых котла, никогда не уступал в ходу прочим судам отряда с тремя котлами, между тем топлива брал на семь дней, когда прочие клиперы имеют его не более чем на четыре или пять дней. При 24 фунтах пара (1,68 атмосферы) ход был шесть узлов (11,1 км/ч), а при 45 (3,15 атмосферы) доходил до восьми — девяти (14,8-16,7 км/ч). Большая часть перехода осуществлялась под парусами. Так, у „Джигита“ в 321-суточном плавании от Кронштадта до залива де Кастри из 190 ходовых суток лишь 15 суток 9 часов приходилось на долю машины, работавшей преимущественно в штиль и маловетрие».
5 августа 1858 года «Джигит» прибыл в залив Де Кастри, преодолев Атлантический и Индийский океаны. В течение трёх лет клипер занимался охраной и изучением вновь присоединенного к России региона. В память этих работ на картах сохранились такие названия, как бухта Джигит, гора Джигитская, залив Майделя. 5 ноября «Джигит» доставил в Хакодате делегацию из 15 человек, в том числе консула Российской Империи в Японии И. А. Гошкевича с женой и сыном, секретаря В. Д. Овандера, морского офицера — лейтенанта П. Н. Назимова, старшего врача М. П. Альбрехта, священника-протоиерея В. Е. Махова и дьякона И. Махова.
В 1858—1859 годах «Джигит» состоял при российском консульстве в Хакодате.
В июне 1859 года «Джигит» присоединился к отряду (пароходо-корвет «Америка», корветы «Воевода» и «Боярин», клипера «Стрелок» и «Пластун», транспорт «Японец») миссии Генерал-губернатора графа Н. Н. Муравьёва-Амурского и его чиновника особых поручений подполковника Д. И. Романова в Японию и империю Цин. Первым пунктом захода был Хакодате. Позже, граф Н. Н. Муравьёв-Амурский, предполагая решить «сахалинскую проблему» отправился в Эдо, куда прибыл 5 августа 1859 года. В отряд вошли: пароходо-корвет «Америка», фрегат «Аскольд», корветы «Рында», «Гридень», «Новик», «Воевода», клиперы «Пластун» и «Джигит».
В 1859 — 1860 годах экспедицией на «Джигите» и «Пластуне» была составлена лоция побережья от Владивостока до Императорской гавани.
В начале января 1860 года в Особом комитете под председательством Александра II было принято решение о наращивании российского военного присутствия в Тихом океане. 25 января на должность командира клипера назначен лейтенант А. А. Корнилов. В феврале для восстановления численности команды корвета «Гридень» были переведены 7 моряков. В апреле 1860 года «Джигит» был зачислен в состав формирующейся в Таку Первой независимой эскадры Тихого океана под командованием капитана 1-го ранга И. Ф. Лихачёва (но до ноября 1860 года оставался в составе Отдельного отряда судов в Китайском море графа Н. П. Игнатьева). В эскадру также были включены фрегат «Светлана», корвет «Посадник», клиперы «Разбойник», «Наездник», транспорт «Японец» и другие малые корабли. Для организации подобного соединения требовались пункты базирования и новые посты, для чего был выбран залив Посьета — бухты Новгородская и Экспедиции. Уже в апреле И. Ф. Лихачёв отправился для этого из Хакодате на транспорте «Японец» под командованием Н. Я. Шкота, так как «Джигит» находился на ремонте котлов. Для помощи в устройстве постов на «Японце» были отправлены из команды «Джигита» артиллерийский кондуктор Арсеньев, фельдшер и один матрос. 12 апреля в Новгородской гавани — внутренней бухте залива Посьета с «Японца» были выгружены материалы и люди для начала строительства поста, а 13 апреля на полуострове Новгородском, на ближней сопке к бухте Постовой, моряки установили мачту на которой подняли Андреевский флаг, который ознаменовал основание военного поста Новгородского. После ремонта «Джигит» перешёл к Таку, где остался стационером при Российском посольстве. 20 мая на борт поднялся посланник Империи Цин для совещания с И. Ф. Лихачёвым. 2 октября 1860 года, когда был заключен Пекинский договор, по которому неразграниченные ранее земли признавались за Россией, «Джигит» находился в Печилийском заливе (ныне Бохайский залив), где к тому времени собралась эскадра в полном составе. Также в 1860 году «Джигит» участвовал в основании военного поста Влади-Восток (ныне город Владивосток), доставив несколько раз строительные материалы и снабжение. 17 октября А. А. Корнилов произведён в чин капитан-лейтенанта. В конце октября «Джигит» прибыл в Нагасаки, где 2 ноября 1860 года капитан-лейтенант А. А. Корнилов, командир корвета «Посадник» флигель-адъютант Н. А. Бирилёв и флаг-капитан Мусин-Пушкин в числе других 17 офицеров Русского флота провели переговоры с губернатором Окаба Суруга-но-ками об аренде земли в деревне Инаса. На зимовку клипер перешёл в Шанхай.
В начале января 1861 года корветы «Воевода», «Боярин» и клипер «Джигит» были назначены вернуться в Кронштадт под брейд-вымпелом капитан-лейтенанта барона Г. Г. Майделя. 15 (27) января 1861 года отряд в полном составе вышел из Шанхая, но «Джигит» в Кронштадт не пошёл, а имев тайные распоряжения от российского консула в Японии И. А. Гошкевича и командующего И. Ф. Лихачёва, оставался ещё некоторое время на Тихом океане исполняя их. Так как клипер по пути в Бейтан зашёл на острова Цусима (см. Цусимский инцидент) и посетил Печилийский залив.
В Кронштадт «Джигит» прибыл 14 августа, пройдя по маршруту Шанхай — Сингапур — Батавия — Зондский пролив — мыс Доброй Надежды — Азорские острова — Портсмут — Копенгаген. 15 августа Главный командир Кронштадтского порта вице-адмирал Ф. М. Новосильский устроил смотр кораблям — «Воеводе», «Боярину» и «Джигиту». А на 16 число назначил парусное ученье, после чего провёл артиллерийское ученье. Далее предполагался капитальный ремонт (тимберовка) клипера, но по разным причинам он был поставлен на консервацию.
1 января 1862 года А. А. Корнилов был награждён орденом Святого Станислава II степени с императорской короной, а 19 марта вступил в должность командира винтовой шхуны «Сахалин», отправлявшейся из Гамбурга на Дальний Восток России.
16 июля 1866 года приказом по Морскому министерству «Джигит» был отчислен к Кронштадтскому порту «по неблагонадежности к плаванию».
2 июля 1869 года корпус клипера без мачт и бушприта, с демонтированной кормовой рубкой и со снятым винтом был затоплен артиллерийским огнём во время маневров на Транзундском рейде.

### Командиры
- ??.??.1857—05.09.1859 капитан-лейтенант Г. Г. фон Майдель
- 25.01.1860—19.03.1862 лейтенант (с 17.10.1860 капитан-лейтенант) А. А. Корнилов

## Современное состояние
В данный момент корпус корабля находится на глубине 13,2 метра. Корпус полностью сохранился. Возможно, что внутри корабля сохранились паровая машина и паровые котлы. Возможен вариант подъема корабля.

## Память
- Бухта Джигит — вдается в северо-западный берег залива Рында между мысами Асташева и Егорова, обследована командой в 1859-1860 годах и названа в честь своего корабля[15].
- Джигит — название ныне не существующего поселка в Приморском крае на берегу залива Рында[7].
- гора Джигитская (Японское море, залив Рында)[15];
- Название «Джигит» получил русский парусно-винтовой клипер (крейсер 2-го ранга).
- «Джигит» — канонерская лодка белой Азовской флотилии, ранее Ледокол № 3
- Гипсовая копия носовой (гальюнной) фигуры, выполненная лейтенантом П. Пущиным, учеником М. А. Чижова, находится в ЦВММ.